# HD DVD
HD DVD este un tip de discuri optice pentru stocarea datelor și a conținutului video cu rezoluție înaltă. Poate stoca 15 GB pe un strat sau 30 GB pe două, și a fost rivalul discului de tip Blu-ray în lupta pentru înlocuirea formatului DVD standard. HD provine de la termenul englez High Density/Definition (mare densitate/definiție).
Discul HD DVD a fost creat de firma Toshiba împreună cu firma NEC și a fost susținut de alte firme mari ca Microsoft, LG Electronics și Intel.
Prima apariție pe piață a fost în Japonia la 31 martie 2006 când Toshiba a lansat primul player HD DVD. A urmat lansarea în SUA la data de 18 aprilie 2006, iar în noiembrie 2006 a fost lansat un cititor HD DVD pentru consola de jocuri Xbox 360.
Discurile Blu-ray sunt net superioare celor HD DVD și de aceea au fost și mai cumpărate. În timp au apărut mai multe tipuri de cititoare pentru ambele tipuri Blu-ray și HD DVD, de exemplu cel de la Sanyo la prețul inițial de aproximativ 430 $.
În februarie 2008 tehnologia Blu-ray a câștigat lupta, și nu s-au mai depus eforturi pentru dezvoltarea în continuare a formatului HD DVD.

## Caracteristici
Un HD DVD cu un singur strat are o capacitate de 15 GB, un dublu strat are 30 GB. Toshiba deține o unitate cu trei straturi care poate stoca până la 45 GB date. Aceasta este mai mică decât capacitatea principalului rival Blu-ray, care acceptă 25 GB pe strat și 100 GB pe patru straturi. Ambele formate folosesc aceleași tehnici de compresie video: MPEG-2, Video Codec 1 (VC-1, bazat pe formatul Windows Media 9) și H.264. Un factor important în atractivitatea DVD-urilor HD în comparație cu Blu-ray, este faptul că majoritatea echipamentelor de producție de DVD pot fi reamenajate pentru a produce DVD-uri HD folosind aceeași tehnologie de producție.

### Tipuri de unități
- HD DVD-R: DVD de înaltă densitate care poate fi înregistrat. Volumul unui disc cu un singur strat poate ajunge la 15 GB, un dublu strat 30 GB.
- HD DVD-RW: DVD de înaltă densitate reeinscriptibil. Volumul unui disc cu un singur strat poate ajunge la 15 GB, un dublu strat 30 GB. Ciclul de suprascriere depășește 1000 de ori.
- HD DVD-RAM: este un format de scriere, înlocuitor pentru formatul DVD-RAM. Metoda se bazează pe accesul aleatoriu la suporturile de pe un disc optic, care permite creșterea informațiilor înregistrate până la 20 GB. Formatul nu este implementat comercial.

Toate playerele HD DVD sunt compatibile cu DVD și CD.